# Thekla Waitz
Thekla Waitz (* 20. November 1862 in Bruchsal als Thekla Mathilde Sylvine Ernestine Puchelt; † 16. Dezember 1952 in Tübingen) war eine deutsche Politikerin (DDP) und die erste Gemeinderätin in Tübingen. 1903 war sie Mitbegründerin der Tübinger Volksbibliothek, der ersten Tübinger Bildungseinrichtung für Erwachsene, in der Frauen zugelassen waren.

## Leben und Wirken
Thekla Puchelt war eine Tochter des aus Leipzig stammenden Juristen und großherzoglichen Hofgerichtsrats Ernst Sigismund Puchelt und dessen Ehefrau Amalie Dorothea geborene Nicolai. Sie heiratete den Professor für Astronomie und Physik Karl Waitz, mit dem sie ab 1886 in Tübingen lebte. 
Sie engagierte sich in verschiedenen Organisationen und wurde 1903 Mitbegründerin der ersten Tübinger Volksbibliothek. Thekla Waitz war bekannt für das Motto „Lesen schützt vor Wirtshausbesuch“, was besonders für Frauen und Angehörige der Arbeiterschaft gelte. Ab 1907 übernahm sie das Amt des ersten Vorstands im Verein dieser Bibliothek. Während des Ersten Weltkriegs unterstützte sie die Gründung des „Nationalen Frauendienstes“ zur Lebensmittelversorgung, Familienfürsorge und Arbeitsvermittlung von Frauen in Tübingen und amtierte als dessen Vorsitzende. Sie nutzte das 1918 errungene passive Frauenwahlrecht und wurde ein Jahr später für die Deutsche Demokratische Partei die erste Gemeinderätin Tübingens. 
Drei Wochen nach ihrem 90. Geburtstag verstarb Thekla Waitz am 16. Dezember 1952 in Tübingen.